# Ermita Virgen de la Fuente (Torre Endoménech)
La Virgen María de la Fuente es una ermita en la calle de la Fuente de Torre Endoménech y que cuenta con una espadaña en el tejado. Está formada por un arco con molduras en los laterales y para rematarla una cruz. Tiene condición de Bien de Relevancia Local según la Disposición Adicional Quinta de la Ley 5/2007, de 9 de febrero, de la Generalitat, de modificación de la Ley 4/1998, de 11 de junio, del Patrimonio Cultural Valenciano (DOCV Núm. 5.449 / 13.02.2007).